# Tomm Moore
Tomm Moore (Newry, 7 de janeiro de 1977) é um realizador, produtor e argumentista irlandês. Ele é o co-fundador do Cartoon Saloon, um estúdio de animação sediado em Kilkenny, na Irlanda. Seus dois primeiros filmes, Uma viagem ao mundo das Fábulas (em inglês: The Secret of Kells), co-dirigido por Nora Twomey, e A Canção do Oceano (em inglês: Song of the Sea), receberam elogios dos críticos e foram ambos nomeados para o Oscar por Melhor Filme de Animação. 

## Primeiros Anos
Tomm Moore, o mais velho de quatro irmãos, nasceu em Newry, Condado de Down, na Irlanda do Norte. Ainda jovem sua família se mudou para Kilkenny, na República da Irlanda onde seu pai trabalhava como engenheiro. Durante o início até o meio de sua adolescência, Moore entrou para o Young Irish Film Makers em Kilkenny, onde sua paixão e conhecimento por filme e animação cresceu. Depois de deixar a escola secundária St.Kieran's College, ele estudou animação clássica na Ballyfermot College or Further Education em Dublin.

## Carreira
Durante o último ano na Ballyfermot em 1998, Moore co-fundou o estúdio de animação Cartoon Saloon junto com Paul Young e Nora Twomey. Inicialmente .
A primeira animação de Moore, co-dirigida por Nora Twomey, foi The Secret of Kells (2009), escrito por Fabrice Ziolkowski a partir de uma história de Moore e Aiden Harte. O filme é animado à mão e é contextualizado na Irlanda do século IX.
Em 2014, Moore completou sua segunda animação, chamada Song of the Sea (2014). Assim como The Secret of Kells o filme utiliza animação tradicional e se baseia no folclore irlandês, especialmente nas selkies. O filme foi um sucesso de críticas e foi nomeado pela Academia por Melhor Filme de Animação.
Em Novembro de 2015, Moore anunciou no seu tumblr e Facebook que sua próxima animação para a Cartoon Saloon seria Wolfwalkers, que seria co-dirigida por Ross Stewart.

## Filmografia
- Uma viagem ao mundo das Fábulas (2006)
- A Canção do Oceano (2014)
- The Breadwinner (2017) (produtor)
- Wolfwalkers (2020)

## Ligações Externas
- IMDb